# 精霊異境REBISS
精霊異境REBISS（せいれいいきょうレビス）はアダルトゲーム雑誌『パソコンパラダイス』で連載された読者参加型ゲームであり小説。企画は深海工房。

## 概要
自然現象を司る「精霊」達と、精霊を使役する人間達の活躍を扱った小説であり、読者参加型ゲームである。読者は「精霊」と呼ばれる超常的存在を操る人々「精霊使い」になって、物語に参加し影響を与え、場合によっては登場することができた。精霊は普通の人には見えず、精霊使いのみがその存在を感じ意思疎通ができる。精霊と契約するには精霊と肉体的接触を必要とする。精霊には人間と契約する「地」「風」「水」「火」「光」「闇」「心」の下位精霊と、さらに大きな力を持つ中位精霊がおり、その上に強大な力を誇る上位精霊が居る。
隔月連載の約2年間で累計2万人ものプレーヤーが参加した大規模読者参加型ゲーム。これは、インターネットを経由しないハガキ投稿型の読者参加型ノベルゲームとしては、空前規模のものであった。連載終了後、第一部が小説版となって1巻が発売されたが、2巻の発売は諸般の事情から延期されたままになっている（2011年4月時点）。

## あらすじ
少し天然気味だが、普通を自認する中学生「小早川なのは」。彼女はある日いつも通る公園で古びた社を見つける。それはこの宇宙と精霊界を結ぶ門だった。
彼女が精霊使い達と出会ったことによって地球人類の運命の歯車が狂いだす。
人類の救済を掲げ、罪深き戦いを始める者達。それを止めようとする者達。そして真実を追う者達。
戦いの果てに明かされる、宇宙の真実とは…。

## 世界観と勢力
第一部となる人間界編では、精霊たちから人間界と精霊界が接触する「融合の日」に、人類にとって悲劇となる大きななにかが起こると伝えられた精霊使いたちが、各々の勢力に分かれてそれぞれの主張をぶつけ合う形で物語が展開する。「融合の日」に起こることとは何なのかに関しては、第一部終了まで明かされず情報が圧倒的に足りない中で、物語中の登場人物たちが手に入れた断片的情報を頼りに、自分のスタンスと所属勢力を決め、戦わなくてはならなかった。
各勢力とスタンスは以下の通り。
救済派
正式には人類救済派「融合の日」に起こることとは、聖書にあるような審判の日あるいは天罰に近いものであると解釈し、その接触地点である日本の東京、特に新宿を中心に「人類の側の悪人を減らす」ことを目的に活動する急進派。
人間の悪人を減らすことで、見かけ上人類が天罰を受けるような悪の存在でないと思わせようと言う思想の集団である。
主要登場人物 - 日高真一（光の精霊：ミーシャ）、与那覇美緒（炎の精霊：ウーリー）
否定派
正式には干渉否定派。何が起こるかわからないのに精霊の力を使ってむやみに干渉すべきでない。すれば余計な犠牲を増やすのではないかという勢力。
主に救済派による一般人（ただし悪人）の殺害を妨害するなどの活動を行うが、基本的には精霊の力を使うべきでないと言う穏健派。
主要登場人物 - 渋谷G桂一郎（大地の精霊：ユギア）
放棄派
第一部終盤まで正式名称が明かされなかったが正式名称は文明放棄派。人類文明の滅亡を前提に行動する集団。
どうせ滅びるならという言い訳を元に、精霊の力を犯罪に使うことを良しとしている面もあり、そのため、刹那的で快楽主義者の集まった危険な集団。
主要登場人物 - 八角羽衣、高須和馬（闇の精霊：デューメ）
支配派
正式には地球支配派。第一部中盤以降に登場する新興武装集団。
地球以外のこの宇宙の知的生命体（つまり宇宙人）とのコンタクトの成功により、いち早く「融合の日」に起こる厄災についての正確な知識を得たことでそれを防ぐことを目的とする勢力。
主要登場人物 - 岩波まこと（恐怖の精霊：ルシタノ）
第二部となる精霊界編では、滅亡の危機に瀕した人類の数少ない生き残りとなってしまった精霊使いたち（参加していた読者）が、やはりそれぞれの主張の元、各勢力を作り争うことになった。
読者（プレイヤー）は第一部での勢力や支持主張でなく、それぞれの意見を主張する主人公達いずれかに賛同し協力する形で参加することになる。その過程で、人類はこの宇宙の真の姿を知ることになる。
小早川なのは勢力
主人公「小早川なのは」を中心とした勢力。序盤においては、まずは生活基盤の確保を最優先すべく、どの勢力とも波風を立てないように動く最穏健派だった。
一見日和見のようだが、単に情報が少ない間にむやみに動くことを嫌った勢力。
渋谷姉弟勢力
「人類最強の力を持つ小学生姉弟」、渋谷清梨と渋谷有人を中心とする勢力。
子供を中心とした勢力であるため、方向性が定まりにくいが故に読者（プレイヤー）の意図が反映されやすい勢力でもあった。
実際中盤には、中位精霊を手に入れた読者によるかなり強引な物語展開があった。
岩波まこと勢力
元地球支配派のリーダー「岩波まこと」を中心とした勢力。精霊界に庇護を求めることで人類存続を図ろうとした保守派。
最上級精霊であり「高きの支配者」の二つ名を持つ大気の精霊との取引により、地球復興を成し遂げるはずだった。
死者たちの王勢力
禁忌、死者蘇生に成功し融合の日に死んだ多くの人類を死者として従え、精霊界に対抗する力を持つに至った異端者「死者たちの王」が中心となる勢力。
「融合の日」に大切な人を亡くした人々が集まる組織で、必然的に精霊界に対する最右翼派閥となった。
精霊界側の反人類勢力
運営側が用意したNPC勢力。人類を脅威とみなしてはいないが、危険だとは感じている。
岩波まことに地球復興と引き換えに死者たちの王を討つように取引を持ちかけるが、彼女が敗れた後「高きの支配者」本人との戦闘が発生した。
その他の勢力
イベントの進行の都合や、物語の要所要所で固定された勢力とは別の勢力によるイベントが起こった。
特に最終回では、序盤から参加し続けることで主役級のNPCと同等の力を得るに至った中位精霊契約者達（読者達）を一勢力としてイベントに参加させ宇宙を手に入れた後の願いも直接ハガキの空欄に書かせることで実現させようとした。

## ゲームシステム
Windows 95が発売されてまもなくと言うこともあり、インターネットを使ったものではなく、雑誌に付属した専用ハガキを使った読者参加型ノベルゲームである。マークシート式の専用ハガキに自分（プレイヤーキャラクター）の性別やプロフィールなどを書き、次に契約した精霊にどういった行動を取らせるかを選択する。
- 精霊は「火」「水」「風」「土」「光」「闇」「心」から選択できるようになっており、各精霊によって得意分野があるなどプレイヤーによって個性の出る形となった。
- 読者（プレーヤー）は作品内で活躍すると精霊カードを溜めることができ、それによって強力な行動を取ったり、ある程度以上溜めることで精霊をランクアップすることができた。
- 精霊カードは他にも、イラスト投稿や二次創作の投稿で好評を得た場合にももらうことができた。

また、選択式以外にプレイヤーが活躍した際どういった行動をとるかを手書きで書き込むことができ、その行動が物語の行く末を大幅に左右することもある。
基本的に専用ハガキ1枚につき一つの行動と言う制限があったが、掲載雑誌であるパソコンパラダイスそのものを複数購入することで専用ハガキを複数入手すること自体は可能であった。そのため、熱心な読者（プレイヤー）の中には、オンラインゲームの課金装備のように毎月大金をつぎ込んで物語に干渉しようとした人も少なからず居た。運営のコラムによると、激戦となった最終回においては個人で108枚もの大量のハガキを投稿した例もあったという。

## 登場キャラクター
- 小早川なのは
- 高須和馬
- 小早川五郎
- 渋谷清梨・渋谷有人
- 日高真一
- 与那覇美緒
- 岩波まこと
- 八角羽衣
- 渋谷G桂一郎

## 書籍
『精霊異境REBISS』
（著：そにに / 1999年3月20日 / メディアックス パラダイス・ノベルズ） ISBN 489613575X
ゲームのGMを務めていた「そにに」（泥士朗）によるノベライズ。1巻のみで未完。
『獣の痕跡』
（著：千石紫 / 2001年12月12日 / 桜桃書房） ISBN 978-4756725127
すたじお実験室や深海工房に参加していた千石紫（館尾冽）の成年向けコミック。精霊異境REBISSのイラストも掲載。